# Centropyge tibicen
Centropyge tibicen är en fiskart som först beskrevs av Cuvier, 1831.  Centropyge tibicen ingår i släktet Centropyge och familjen Pomacanthidae. IUCN kategoriserar arten globalt som livskraftig. Inga underarter finns listade i Catalogue of Life.